# Elförbrukning
Elförbrukning, definition på den elektricitet som krävs för att driva ett system eller en apparat.